# Мамедов Катіб Сафар-огли
Каті́б Сафа́р-огли Маме́дов (азерб. Katib Səfər oğlu Məmmədov; нар. 10 жовтня 1963, Кировабад, СССР) — відомий український скульптор азербайджанського походження, педагог, доцент. Заслужений художник України (2008). Лауреат Міжнародної премії І. Ю. Рєпіна (2012). Почесний член Російської академії мистецтв (2013). Народний художник України (2019).

## Біографія

Еллочка-людожерка

Катиб Мамедов народився 10 жовтня 1963 року поблизу Кировабада (нині м. Гянджа) в мальовничому куточку Азербайджану, в багатодітній сім'ї.
Батько — Мамедов Сафар Зейналабдін-огли (нар. 1934), авіатехнік, в юності працюючи каменярем, своєрідно прикрашав фасади будинків східними орнаментами, писав вірші, любив музику. Працював бригадиром, агрономом в винрадгоспи СРСР, вивів кілька нових виноградних сортів. Мати — Мамедова Якші Місір кизи (нар. 1937), працюючи в радгоспі при СРСР, виховувала шістьох дітей.
Дитинство Катіба була тісно пов'язана з природою. Він з малих років відрізнявся проявом надмірного інтереса до всього навколишнього, багато читав, малював, ліпив маленькі фігурки. Саме батько зробив величезний вплив на становлення Катіба, як художника, змайструвавши для нього будиночок на шовковиці, давши волю фантазії малюкові, де він відчув себе і вільним птахом — солов'єм, і героєм улюблених творів — Томом Сойєр, Джимом Хокінсом, Робінзоном Крузо…
По закінченню восьмого класу середньої школи, продовжив  навчання в Кіровабадском профтехучилище № 15. З 1982 по 1984 рік служив в рядах Радянської армії (Військово-повітряні сили СРСР), місто Липецьк, Росія. Після демобілізації з армії повернувся на Батьківщину з метою поїхати вчитися в Ленінград, але, хвороба мами, побутові проблеми сім'ї змусили Катіба поїхати в Росію, як говорили тоді «на заробітки». Працюючи на будівництві каменярем, теслею надійшов заочно в Московський обласний педагогічний інститут імені Н. К. Крупської (нині Московський державний обласної університет) на відділення станкового живопису і графіки, де провчився з 1985 по 1987 ріки.
В 1987 рік у завдяки щасливому випадковості виявився в Харкові. З 1987 по 1988 рік — працював навчальним майстром кафедри скульптури Харківського художньо-промислового інституту. В 1988 р. — вступив в Харківський художньо-промисловий інститут, факультет скульптури. З 1993 року — він викладач нині  Харківської державної академії дизайну і мистецтв кафедри скульптури.
Твори знаходяться в музеях, галереях і приватних колекціях багатьох країн світу.

## Родина
Одружений, має трьох синів: Сафар (нар. 1999), Еміль (нар. 2000), Катіб (нар. 2008).

## Творчість

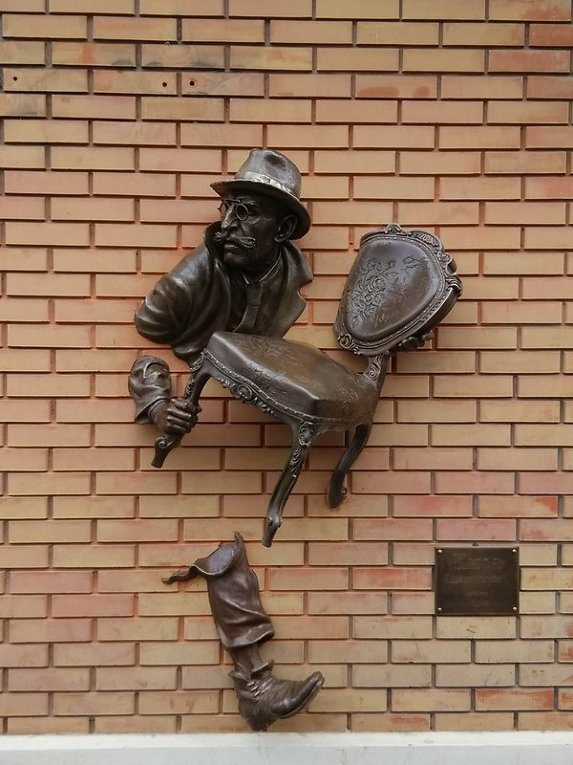
Кисі Вороб'янінову

Участь в виставках з 1990 року.
- 2001 рік — місту Харкову скульптором подарований монумент «Вогонь знань», на честь 10-річчя незалежності України і ювілею НУА.
- 2005 рік — презентація каталог а авторських робіт «Катиб Мамедов. Скульптура.». В каталог увійшли понад 80-і творчих робіт скульптора.
- 2006 рік — скульптор створив, мабуть, саму епатажну свою роботу — «Еллочка-людожерка» пам'ятник до 1 квітня в Харкові героїні роману «Дванадцять стільців» Ільфа і Петрова[7][8].
- 2009 рік — пам'ятник першому Вчителю в місті Дергачі Харківської області[9].
- 2013 рік — пам'ятники святим Іоанну Кронштадтському і Серафима Саровського встановлено в Свято-Успенському Миколо-Василівському монастирі, Донецьк.
- 2013 рік — до свого 50-річчя Катиб Мамедов презентував персональний альбом — каталог «Життя в скульптурі» з буклетом «Вечори на хуторі біля Диканьки».
- 2015 рік — Катіб Мамедов увічнив пам'ять відомого російського клоуна і свого співвітчизника Аліка Нісанова[10].
- 2016 рік — чергова зі скульптурних композицій на Ярослава Мудрого — пам'ятник Кисі Вороб'янінову. На відміну від попереднього насамперед відзначався не складністю, а оригінальністю[11].

Катіб Мамедов є автором багатьох меморіальних дощок, пам'ятників.
М. І. Кошкін, О. В. Соіч, Н. А. Соболь, С. А. Оруджев, Нізамі Гянджеві, Тарас Шевченко, Гейдар Алієв, Ататюрк, Муслім Магомаєв, Юрій Нікулін, Джузеппе Верді, Джакомо Пуччіні і т. д.
 Скульптор — це людина, яка намагається відобразити прекрасні моменти життя і зберегти їх для майбутнього покоління.

Моя місія — створювати творіння, які зігрівали б людські душі. Завжди прагну ділитися з людьми радістю і теплом. І якщо зворушені їх серця, значить я працюю не дарма .
—  Катіб Мамедов, каталог «Скульптура», 2005р..